# Meester van de Houghton-miniaturen

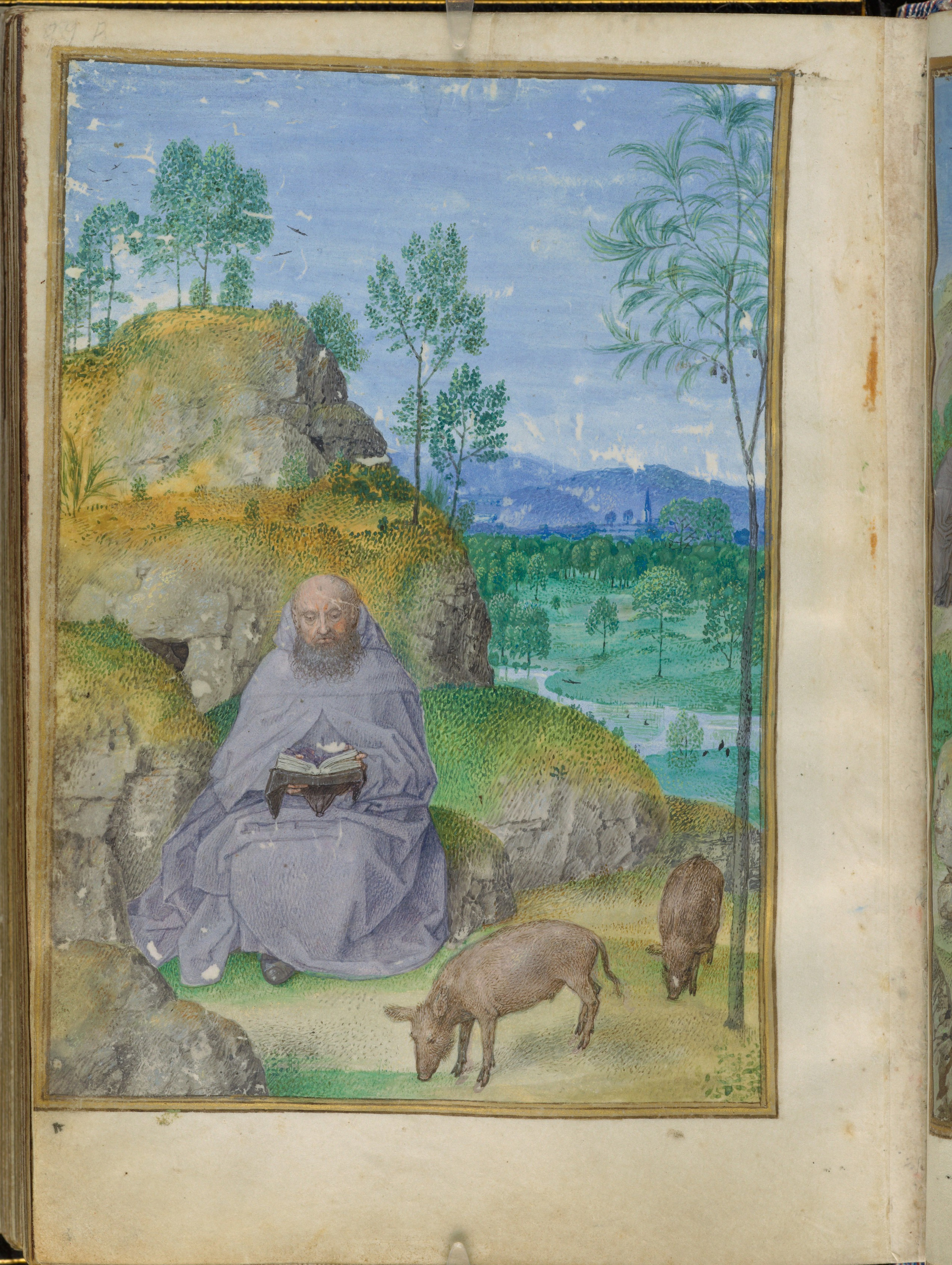
Emerson-White getijden, Sint Antonius.

De Meester van de Houghton-miniaturen is een anonieme miniaturist die actief was omstreeks 1476-1485, waarschijnlijk in de omgeving van Gent. Hij is genoemd naar een groep van miniaturen in de Emerson-White getijden in de Houghton bibliotheek. van de Harvard-universiteit in Cambridge (Massachusetts). Die miniaturen werden lang geassocieerd met het werk van de Weense meester van Maria van Bourgondië.
Sommige miniaturen in die groep zijn misschien vroege werken van de Ghent Associates, maar enkele zijn duidelijk van een superieure hand, zoals de Sint-Antonius in de wildernis hierbij. Dezelfde meester schilderde verschillende gehistorieerde marges in het manuscript. Deze miniaturen laten toe de stijl van de meester te definiëren en andere werken aan hem toe te schrijven.

## Stijlkenmerken
De Antonius-miniatuur toont de heilige geschilderd in de stijl van Hugo van der Goes met een kaal hoofd en een volle harige baard, maar het bijzonderste kenmerk is de verfijnde behandeling van het landschap. De architectuur in de kleine groep van miniaturen van deze meester werden geschilderd in donkerbruin en grijs. De structuren definiëren loodlijnen die zich oplossen in horizontale lijn naar het midden van het landschap toe.
Zin miniaturen zij nauwkeurig getekend en de gezichten die hij tekent zijn subtiel en fris in een brede marge van de maagdelijke Maria over de groffe herders naar de oudere gezichten van Sint-Elizabeth, Antonius en Gregorius. Hij heeft aandacht voor de kleinste details.
De artiest gebruikte een sterk verdunde verf in een nat-op-nat techniek die duidelijk merkbaar is in het gewaad van de knielende monnik in de Gregorius miniatuur, in het kleed van de heilige Barbara en van Elizabeth.

## Toegeschreven werken
- Emerson-White getijden, f99v - De H. Antonius in de wildernis
- Emerson-White getijden, f100r - Scènes uit het leven van de H. Antonius (gehistorieerde marge)
- Emerson-White getijden, f171r – Begrafenisstoet van de Heilige Maagd
- Emerson-White getijden, f166r – Twee pelgrims in een kerkportaal
- Emerson-White getijden, losbladig, Gregoriusmis
- Emerson-White getijden, losbladig, De aankondiging aan de herders
- Huth-getijdenboek, f66v – De visitatie
- Huth getijden, f145v – Het dispuut van de H. Barbara
- Gebedenboek uit Gent ca. 1480, losbladig, David in Gebed
- Gebedenboek uit Gent ca. 1480, losbladig, Het visioen van de Heilige Dominicus
- Studie met veertien hoofden